# Johannes Jellinek

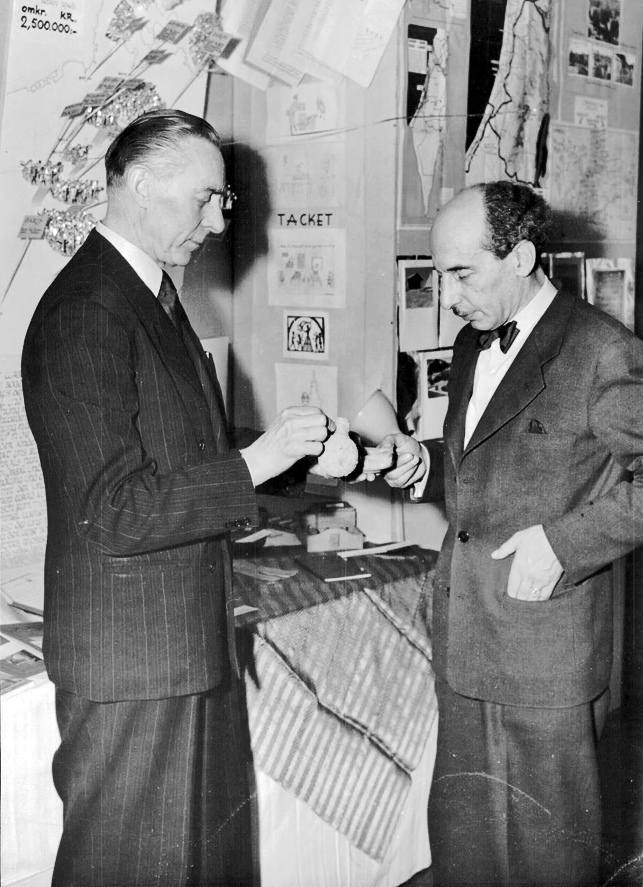
Johannes Jellinek och Birger Pernow beundrar några antika föremål vid Svenska Israelsmissionens 75-årsjubileum.

Johannes Paul Jellinek, född den 4 februari 1899 i Klobouk, Österrike, död den 7 september 1969 i Stockholm, var en svensk präst.
Jellinek blev student i Wien 1918, candidatus theologiae där 1922 och kyrkoherde i Bad Ischl 1923. Efter att ha varit lärare i teaterhistoria vid akademien i Wien 1935–1938 blev han biträdande pastor vid Svenska Israelsmissionen i Wien 1940 och missionssekreterare 1941. Jellinek var samtidigt verksam som präst inom Svenska kyrkan 1950–1965.